# Хьюз, Фиона
Фиона Хьюз (англ. Fiona Hughes; род. 5 марта 1990, Хаддерсфилд, Уэст-Йоркшир) — британская лыжница, участница Олимпийских игр в Ванкувере.

## Карьера
В Кубке мира Хьюз дебютировала в 2010 году, на сегодняшний день стартовала в 2 личных гонках, но не поднималась в них выше 60-го места и кубковых очков не завоёвывала.
На Олимпиаде-2010 в Ванкувере заняла 67-е место в гонке на 10 км свободным стилем.
За свою карьеру принимал участие в одном чемпионате мира, на чемпионате 2009 года была 14-й в командном спринте, 85-й в спринте и 68-й в гонке на 10 км классическим стилем, так же стартовала в скиатлоне 7,5+7,5 км, но отстала на круг и не была квалифицирована.
Использует лыжи производства фирмы Fischer.